# Picea jezoensis
Picea jezoensis är en tallväxtart som först beskrevs av Philipp Franz von Siebold och Joseph Gerhard Zuccarini, och fick sitt nu gällande namn av Élie Abel Carrière. Picea jezoensis ingår i släktet granar, och familjen tallväxter. IUCN kategoriserar arten globalt som livskraftig. Utöver nominatformen finns också underarten P. j. hondoensis.

## Bildgalleri

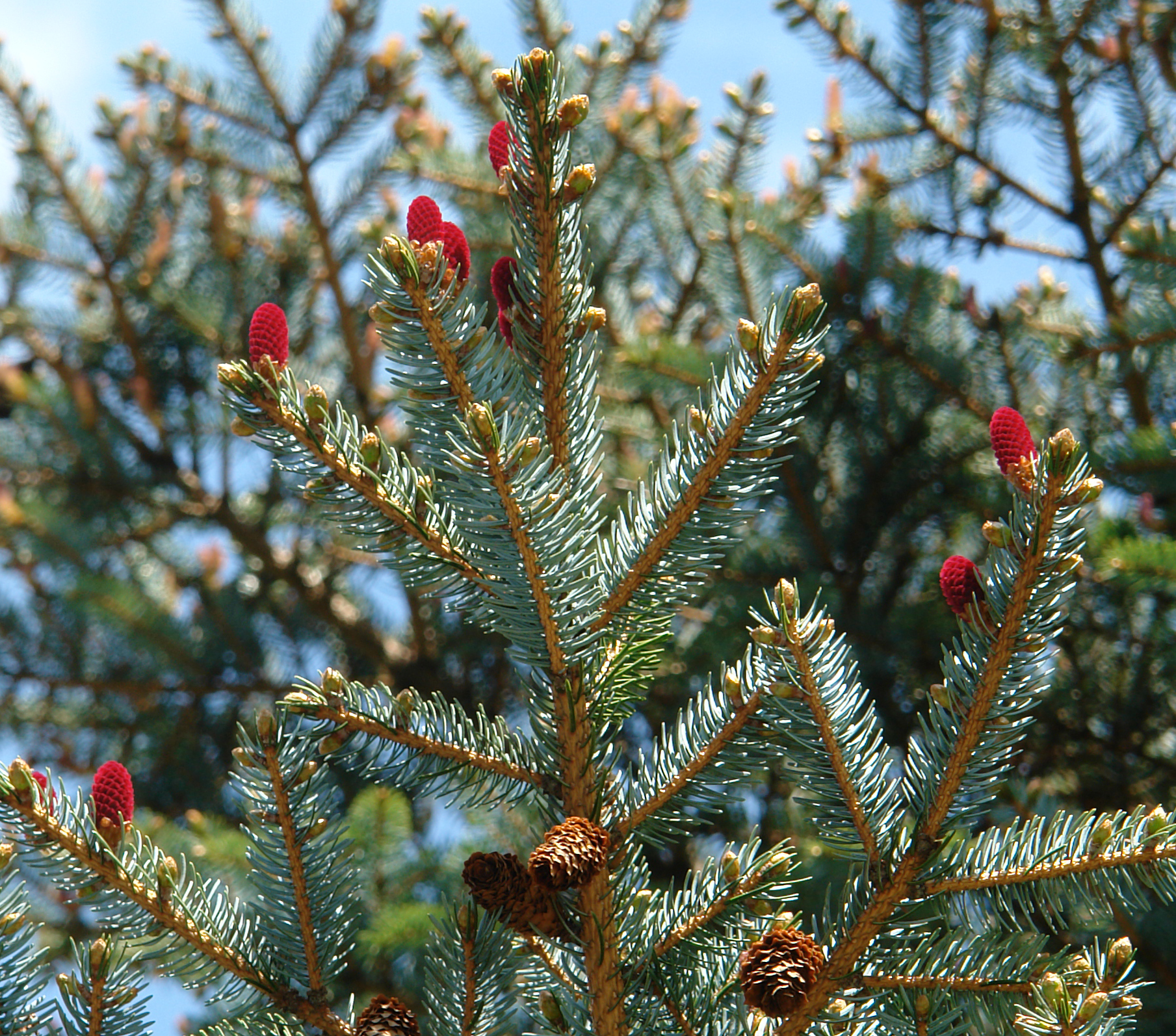
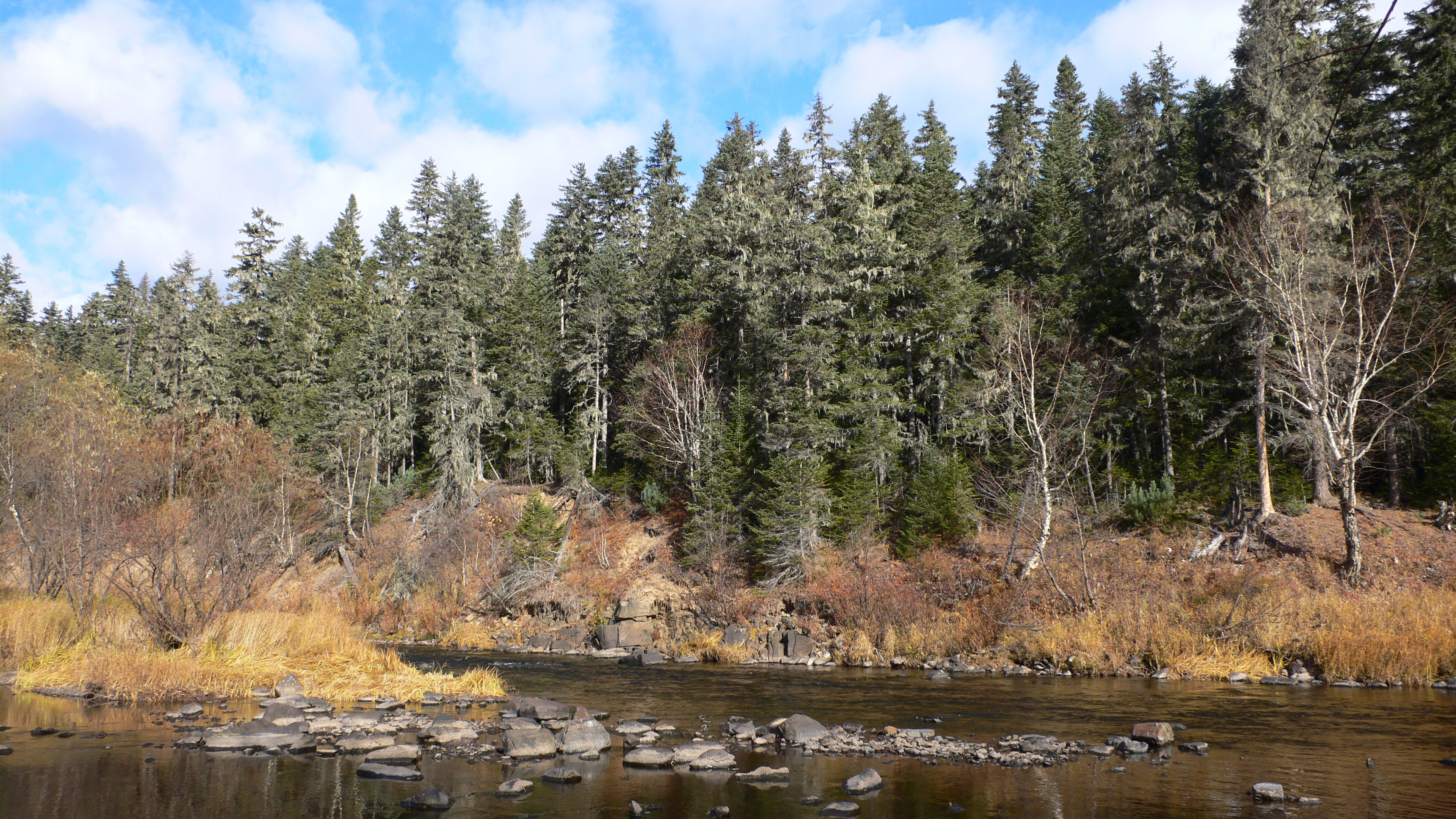
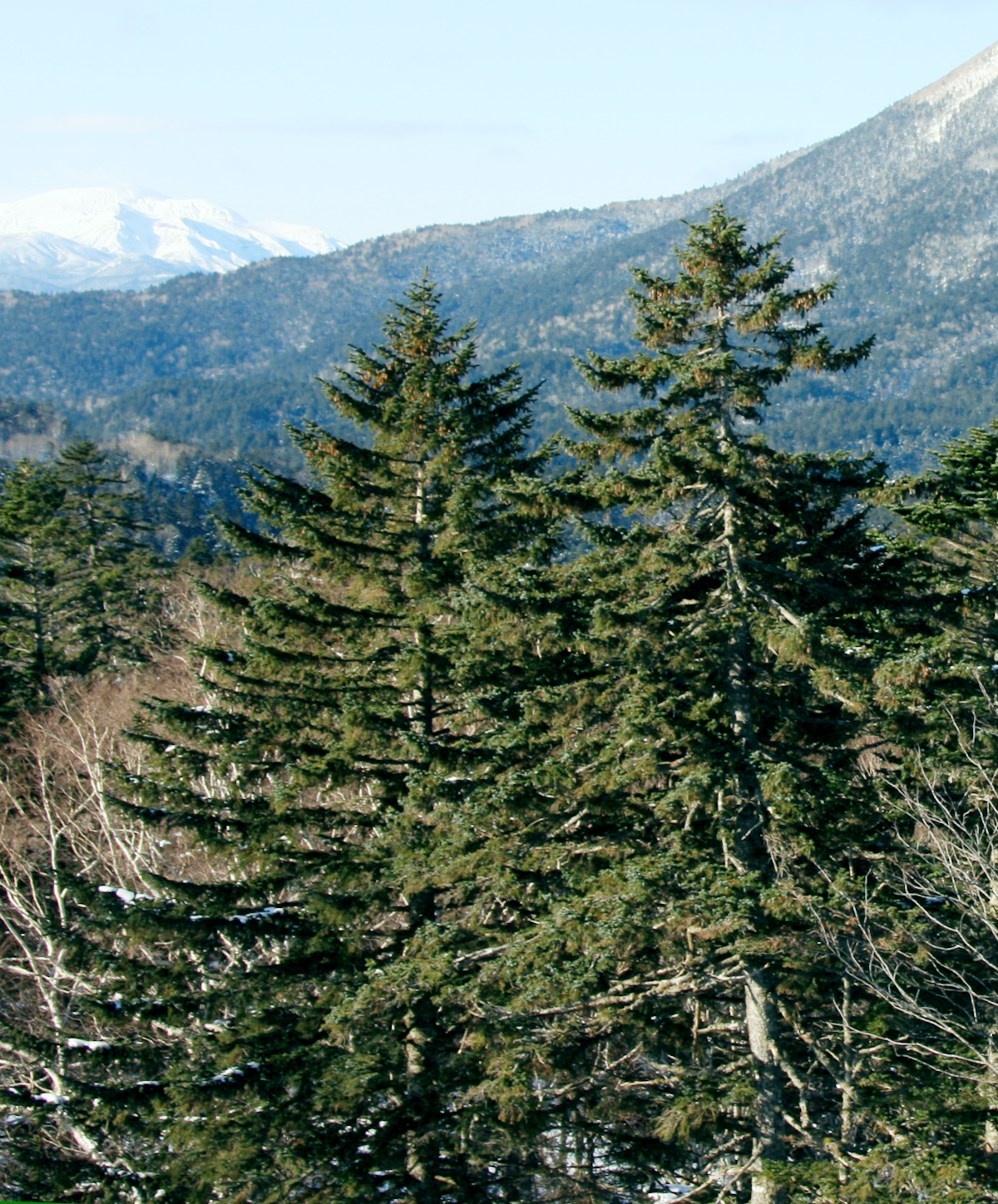
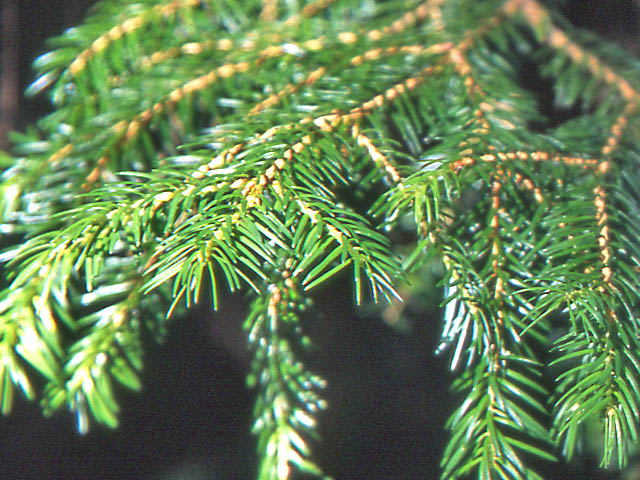
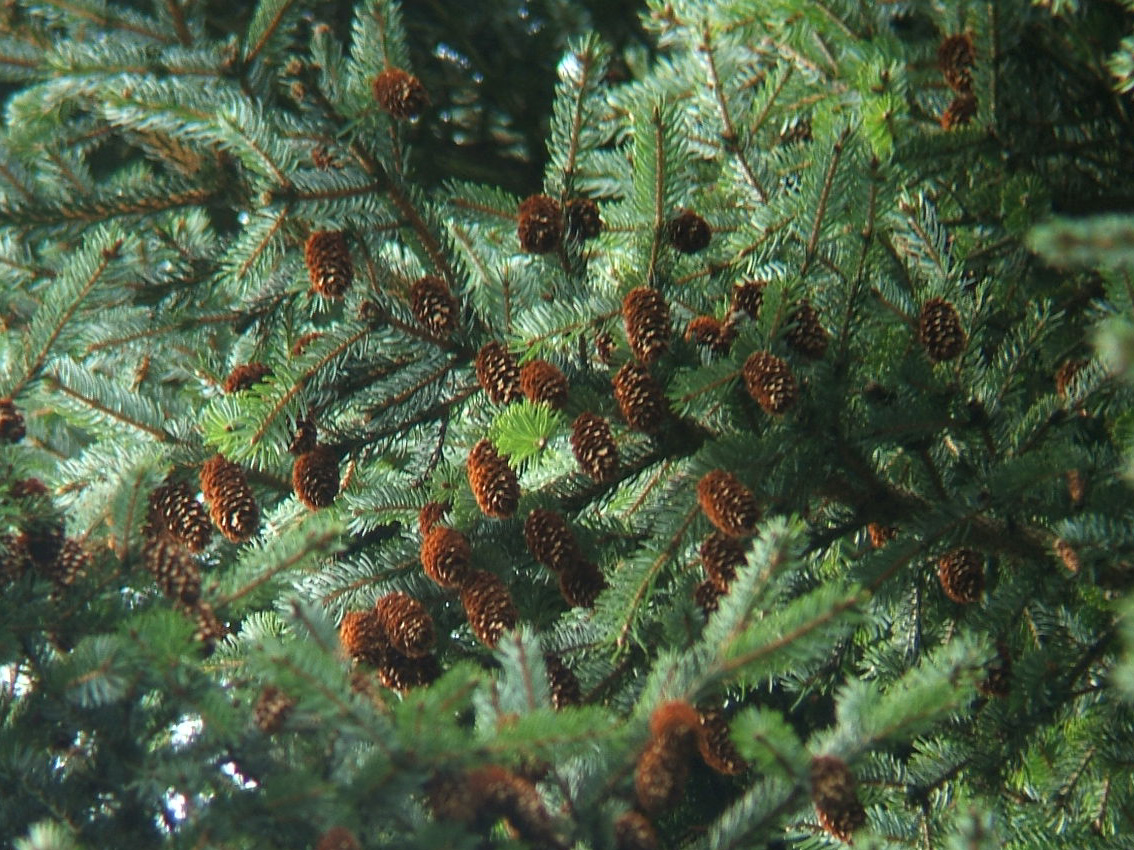
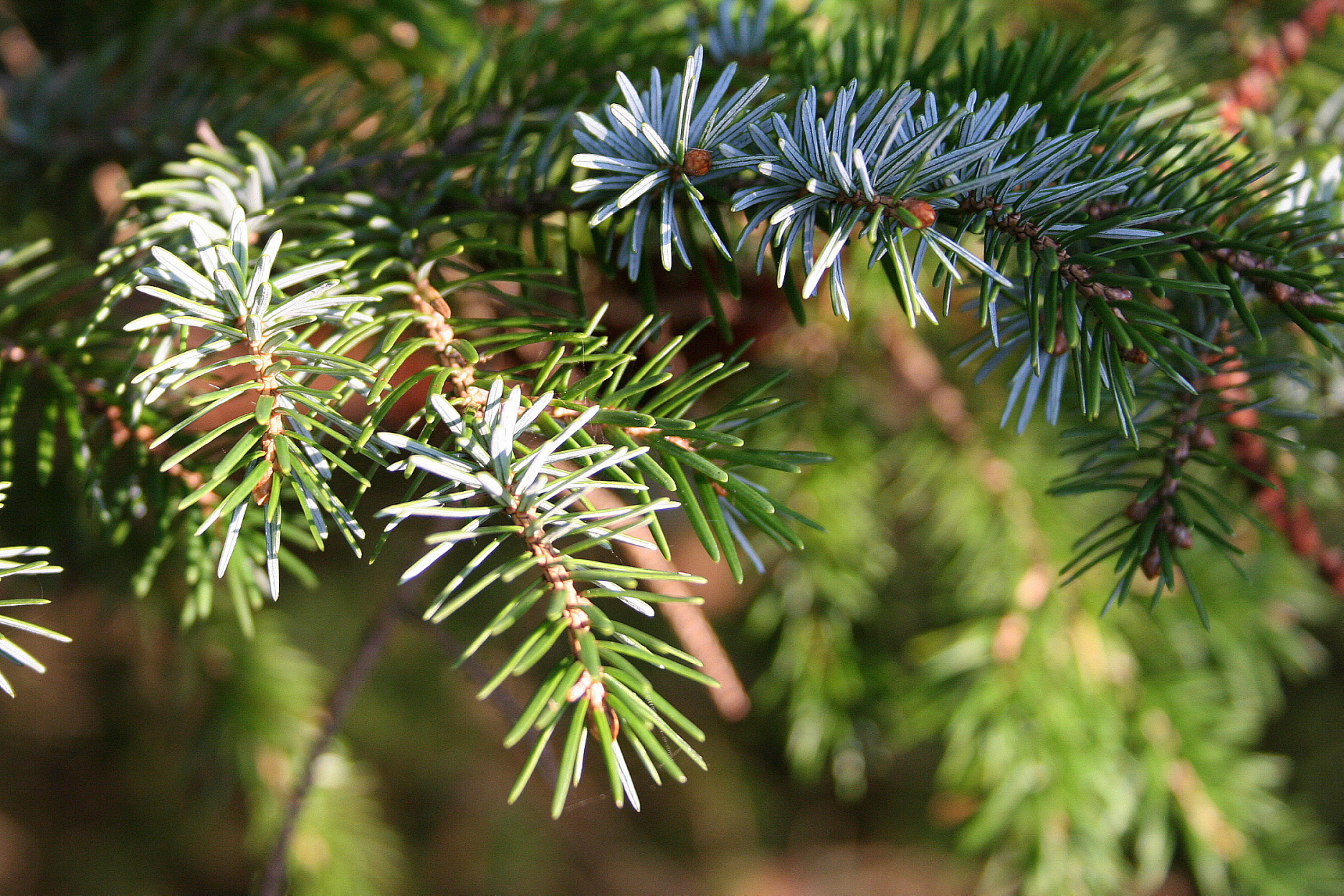